# Виолета: Път към върха
„Виолета: Път към върха“ (на испански: Violetta el viaje) е италиански филм, сниман през 2015 година. Жанрът е музикален и документален. Първото излъчване на филма е в Италия на 26 септември 2015 г. В България премиерата е на 24 октомври 2015 г.

## Сюжет
Филмът проследява турнето Violetta LIVE в Монпелие, Франция – на 27 февруари, 2015 година, с главната звезда Тини и останалите от екипа. В тази продукция всички участници в турнето дават своите тайни интервюта, разказват тайни, за опита си, за прекараните четири години сред останалите, за детството си.

## Актьорски състав
- Мартина Стоесел като Виолета
- Хорхе Бланко като Леон
- Диего Домингес като Диего
- Мерседес Ламбре като Людмила
- Алба Рико като Нати
- Канделария Молфесе като Камила
- Факундо Гамбанде като Макси
- Самуел Насименто като Бродуей
- Руджеро Паскуарели като Федерико

## Излъчване
| Страна   | Канал                | Премиера          | Заглавие               |
| -------- | -------------------- | ----------------- | ---------------------- |
| Италия   | Дисни Ченъл Италия   | 26 септември 2015 | Violetta – The Journey |
| Испания  | Дисни Ченъл Испания  | 2 октомври 2015   | Violetta: El Viaje     |
| Полша    | Дисни Ченъл Полша    | 9 октомври 2015   | Violetta: Podróz       |
| България | Дисни Ченъл България | 24 октомври 2015  | Виолета: Път към върха |
| Румъния  | Дисни Ченъл Румъния  | 24 октомври 2015  | Violetta:              |
| Бразилия | Дисни Ченъл Бразилия | 2016              | Violetta 2: A Vida     |